# Grotella vagans
Grotella vagans är en fjärilsart som beskrevs av Barnes och Benjamin 1922. Grotella vagans ingår i släktet Grotella och familjen nattflyn. Inga underarter finns listade i Catalogue of Life.